# Patrick Juvet

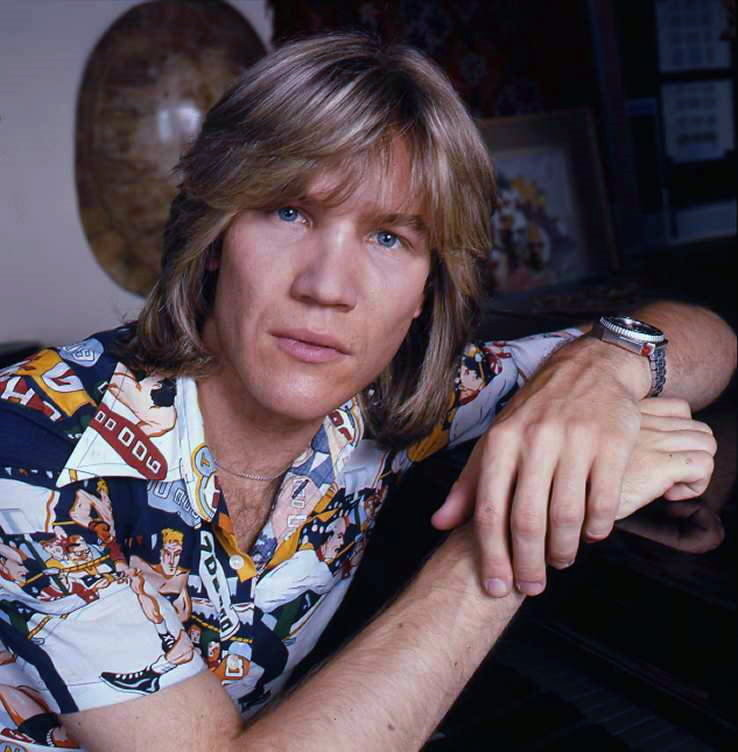
Patrick Juvet em 1976

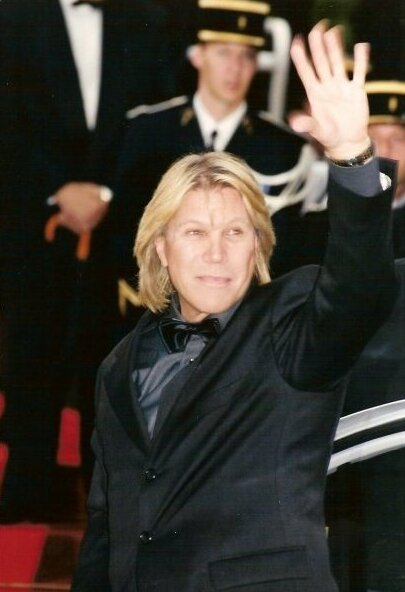
Patrick Juvet no Festival de Cannes (2001)

Patrick Juvet (também conhecido como Patrick Jouvet) (Montreux, 21 de agosto de 1950 – Barcelona, 1 de abril de 2021) foi um músico suíço.

## Biografia
Desde cedo aprendeu a tocar piano. Depois dos 18 anos sonhava em se mudar para Paris, mas foi na Alemanha que começou sua carreira, mas nada ligado à música: com seu porte de bom rapaz e figura esbelta fez sucesso como modelo fotográfico. Após um curto período conseguiu realizar o seu sonho e foi morar na França, conhecendo lá o produtor Eddy Barclay em Saint-Tropez. Impressionado com o talento musical de Patrick, em outubro de 1971 ele o levou a um estúdio, onde gravou suas primeiras canções românticas. Fez muito sucesso na França, sendo reconhecido até os dias de hoje. Participou no Festival Eurovisão da Canção 1973, em representação da Suíça, com o tema "Je vais me marier, Marie"
Já era um pop star local quando decidiu mudar de rumo e, seguindo a febre do disco, gravou "Où sont les femmes" (1977) e o super hit "I Love America", este último produzido pelo francês Jacques Morali, que alcançou o primeiro lugar em quinze diferentes países, incluindo os Estados Unidos.
Juvet foi encontrado morto em seu apartamento em Barcelona em 1 de abril de 2021. Um relatório de autópsia divulgado em 8 de abril concluiu que Juvet morreu de parada cardíaca.

## Discografia

### Álbuns
- La musica (1972)
- Love (1973)
- Olympia 73 (1973)
- Chrysalide (1974)
- Mort ou vif (1976)
- Paris by night (1977)
- Got a feeling (1978)
- Lady night (1979)
- Laura ou les ombres de l'été (1979)
- Live Olympia 79 (1979)
- Still Alive (1980)
- Rêves immoraux (1982)
- Solitudes (1991)
- Best of Patrick Juvet (1994) (Barclay)
- L'essentiel (2006)

### Singles
- "Je vais me marier, Marie" (1973) (Festival Eurovisão da Canção 1973 pela Suíça, 1973)
- "Toujours du cinema" (1973)
- "Faut pas rêver" (1976)
- "Où sont les femmes?" (1977)
- "Megalomania" (1977)
- "Got a Feeling" (1978)
- "I Love America" (1978)
- "Lady Night" (1979)
- "Swiss Kiss" (1979)
- "Laura" (1979)